# Zangla
Zangla, ou Zongla, est un village du tehsil du Zanskar dans le district de Kargil, situé en Inde, dans le territoire du Ladakh. Il est situé à 32 km de Padum. Le village est situé au cœur de circuits de trekking au départ de Padum. La gompa de Zangla, administrée par le chef des moines de Spituk (qui appartient aussi à la famille régnante de Zangla) est située sur une falaise au sortir du village.

## Histoire
Village très isolé au sein même du Ladakh, Zangla est gouverné au moins depuis 1843 par une famille de rois-vassaux dont l'autonomie n'a pas été remis en cause ; ce tout petit royaume, aujourd'hui purement nominal, comprend en fait une forteresse et plusieurs villages environnant. Le Zanskar était alors partagé en deux, et une partie de la famille royale régnait à partir de Padum, pendant qu'une autre partie de la même famille gouvernait à partir de Zangla. Les villages sur lesquels le roi de Zangla avait autorité sont les villages tout proches de Honya et de Chazar, ainsi que ceux de Hanumil, Pidmu et Pishu.

## Géographie
Zangla est situé par 33° 40′ N, 76° 59′ E, et se trouve à une altitude moyenne de 3 931 mètres.